# Morte de Mahsa Amini
Mahsa Amini (em curdo:  مەھسا ئەمینی, em persa: مهسا امینی; Saqqez, 22 de julho de 2000 – Teerã, 16 de setembro de 2022), também conhecida como Zhina Amini ou Jina Amini (em curdo:  ژینا امینی), foi uma mulher curda iraniana que foi presa pela Patrulha de Orientação da República Islâmica do Irã, um esquadrão especial da polícia encarregado da implementação pública dos regulamentos islâmicos do hijabe, por seu hijabe não atender aos padrões obrigatórios do governo. O relatório oficial da polícia afirmou que ela teve insuficiência cardíaca e morreu após dois dias em coma. Provas mostram que foi espancada com um pedaço de pau na cabeça e foi agredida várias vezes dentro de um carro da polícia. Alguns acreditam que esses atos violentos levaram ao coma e morte cerebral. Ela se tornou um símbolo de violência contra as mulheres sob a República Islâmica.

## Biografia
Mahsa Amini era uma mulher curda iraniana, originária de Saqqez, na província do Curdistão. Seu irmão Kiaresh estava com ela no momento de sua prisão.

## Detenção e morte
Mahsa (Zhina) Amini viajava para Teerã com sua família, quando foi presa no dia 13 de setembro, na entrada da rodovia Haqqani pela autoproclamada “Patrulha de Orientação” enquanto estava com seu irmão, Kiaresh Amini, e foi transferida para a agência “Segurança Moral”. Ele foi informado de que ela seria levada ao centro de detenção para passar por uma "aula de esclarecimento" e liberada em uma hora. Em vez disso, ela foi levada para o Hospital Kasra de ambulância.
Durante dois dias, Amini ficou em coma no Hospital Kasra, em Teerã, o que despertou o sentimento do público em geral e mais uma vez provocou o protesto das pessoas contra a Patrulha de Orientação e a lei sobre hijabs. Ela morreu na unidade de terapia intensiva em 16 de setembro de 2022, aos 22 anos.

### Provas de violência
A clínica onde Amini foi tratada divulgou um comunicado no Instagram dizendo que ela estava com morte cerebral quando foi internada. A postagem do Instagram já foi excluída. O irmão de Amini, Kiaresh, notou hematomas na cabeça e nas pernas. As mulheres detidas com Amini disseram que ela foi brutalmente espancada por resistir aos insultos e xingamentos dos policiais que a prenderam. Vários médicos disseram que Amini sofreu uma lesão cerebral, com base nos sintomas clínicos, incluindo sangramento nas orelhas e hematomas sob os olhos.

## Protestos

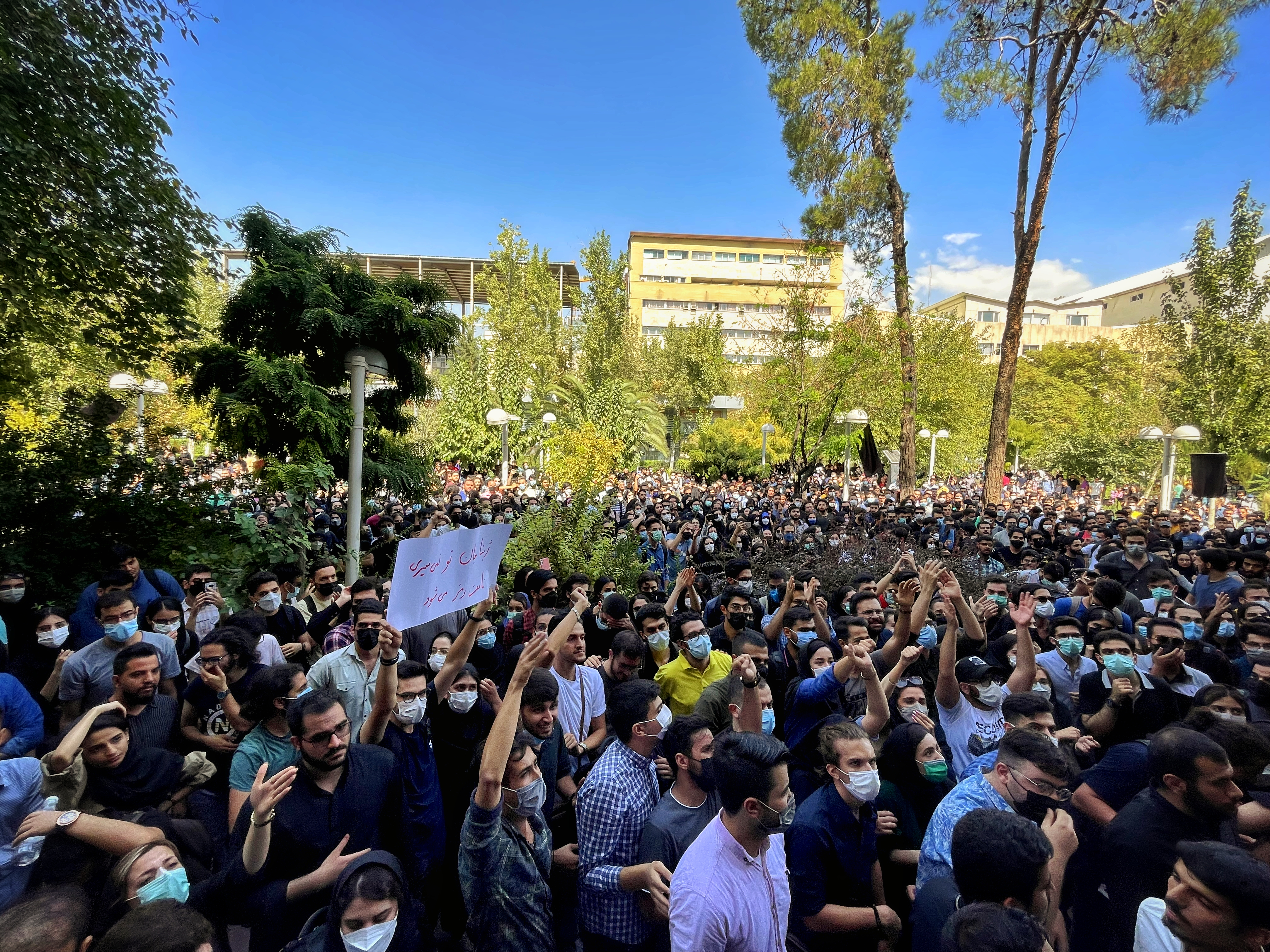
Protestos nas ruas devido à morte de Mahsa Amini

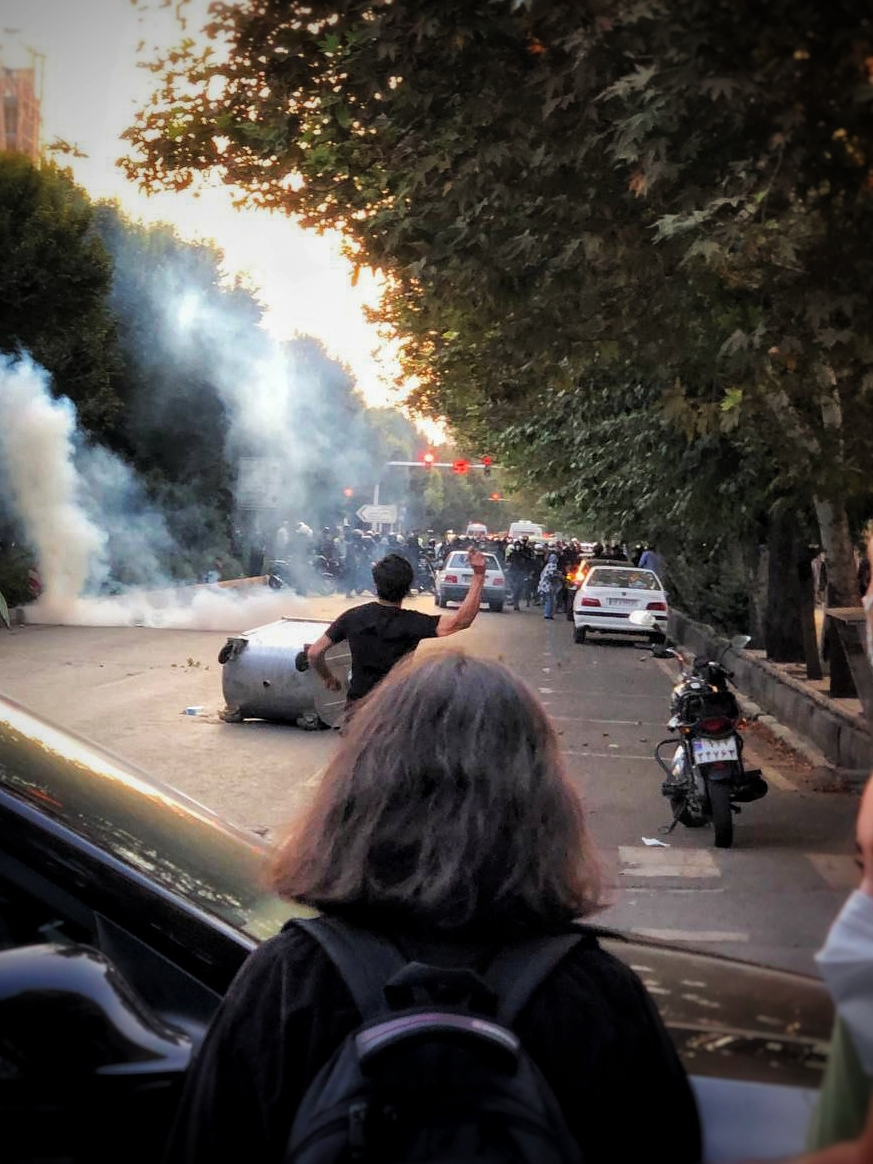
Protestos em Teerã, Irã

Uma série de protestos eclodiu após sua morte, inclusive em Saqqez, sua cidade natal. Algumas gritaram slogans feministas curdos como “Jin - Jiyan - Azadi: Mulheres, Vida, Liberdade” e “morte ao ditador” em persa. Essas manifestações foram reprimidas pelas forças especiais da polícia iraniana. Também ocorreram protestos do lado de fora do Hospital Kasra, em Teerã, onde alguns dos protestantes foram presos pelas forças de segurança, que também usaram spray de pimenta contra eles.
Com a morte de Mahsa, protestos e marchas se espalham dia a dia em diferentes cidades. As ruas de Sanandaj no domingo foram parcialmente fechadas e as forças de segurança foram espalhadas pela cidade após uma noite de protestos contra o rígido código de vestimenta da República Islâmica do Irã. Em 19 de setembro, cinco pessoas foram mortas na região curda do Irã, quando as forças de segurança abriram fogo durante protestos, disse um grupo de direitos humanos curdo, no terceiro dia de turbulência por um incidente que começou em todo o país. Duas das pessoas foram mortas quando as forças de segurança abriram fogo contra manifestantes na cidade curda de Saqez, cidade natal de Amini, disse a Organização de Direitos Humanos de Hengaw no Twitter. Ele disse que mais dois foram mortos na cidade de Divandarreh "por fogo direto" das forças de segurança, e um quinto foi morto em Dehgolan, também na região curda. Manifestações populares se espalharam por diferentes cidades do Irã, incluindo Teerã, Rasht, Esfahan, Karaj, Mashhad, Sanandaj, Ilam e muitas outras cidades, e a polícia especial do governo iraniano lidou com esses protestos severamente, resultando em muitos feridos, e alguns ativistas políticos foram presos. Durante esse período, a hashtag #MahsaAmini se tornou uma das hashtags mais repetidas no Twitter persa. O número de tweets e retuítes dessas hashtags ultrapassou 5,1 milhões. Algumas mulheres iranianas postaram vídeos nas redes sociais cortando o cabelo em protesto.

## Reações
A Anistia Internacional solicitou uma investigação criminal sobre a morte suspeita. Segundo esta organização, "todos os responsáveis e funcionários" neste caso devem ser levados à justiça e "as condições que levaram à sua morte suspeita, que incluem tortura e outros maus-tratos no centro de detenção, devem ser investigadas criminalmente".
A Human Rights Watch chamou a morte de Amini de "cruel" e escreveu: "As autoridades iranianas devem cancelar a lei obrigatória do hijab e remover ou alterar outras leis que privam as mulheres de sua independência e direitos".
Centro para os Direitos Humanos no Irã: Mahsa Amini considerada outra vítima da guerra da República Islâmica contra as mulheres e pediu que a violência contra as mulheres no Irã seja fortemente condenada em todo o mundo para evitar tais tragédias evitáveis.
Javaid Rehman, Relator Especial das Nações Unidas, também lamentou o comportamento da República Islâmica do Irã e acrescentou: "Este incidente é um sinal de violação generalizada dos direitos humanos no Irã".
O porta-voz da União Européia divulgou um comunicado anunciando que o que aconteceu com Mahsa Amini é inaceitável e os autores deste assassinato devem ser responsabilizados.
O Ministério das Relações Exteriores da França condenou a tortura que levou à morte de Mahsa Amini.
O aiatolá do Irã Bayat-Zanjani disse em 17 de setembro que a Patrulha de Orientação é “não apenas um órgão ilegal e anti-islâmico, mas também ilógico. Nenhuma parte das leis de nosso país atribui qualquer missão ou responsabilidade a essa força vigilante”, e a acusa de cometer “repressão e atos imorais”. Em uma declaração separada, outro aiatolá, Mohaqeq Damad, ecoou esse sentimento: é um desvio dos ensinamentos islâmicos”.